# RVB.ru

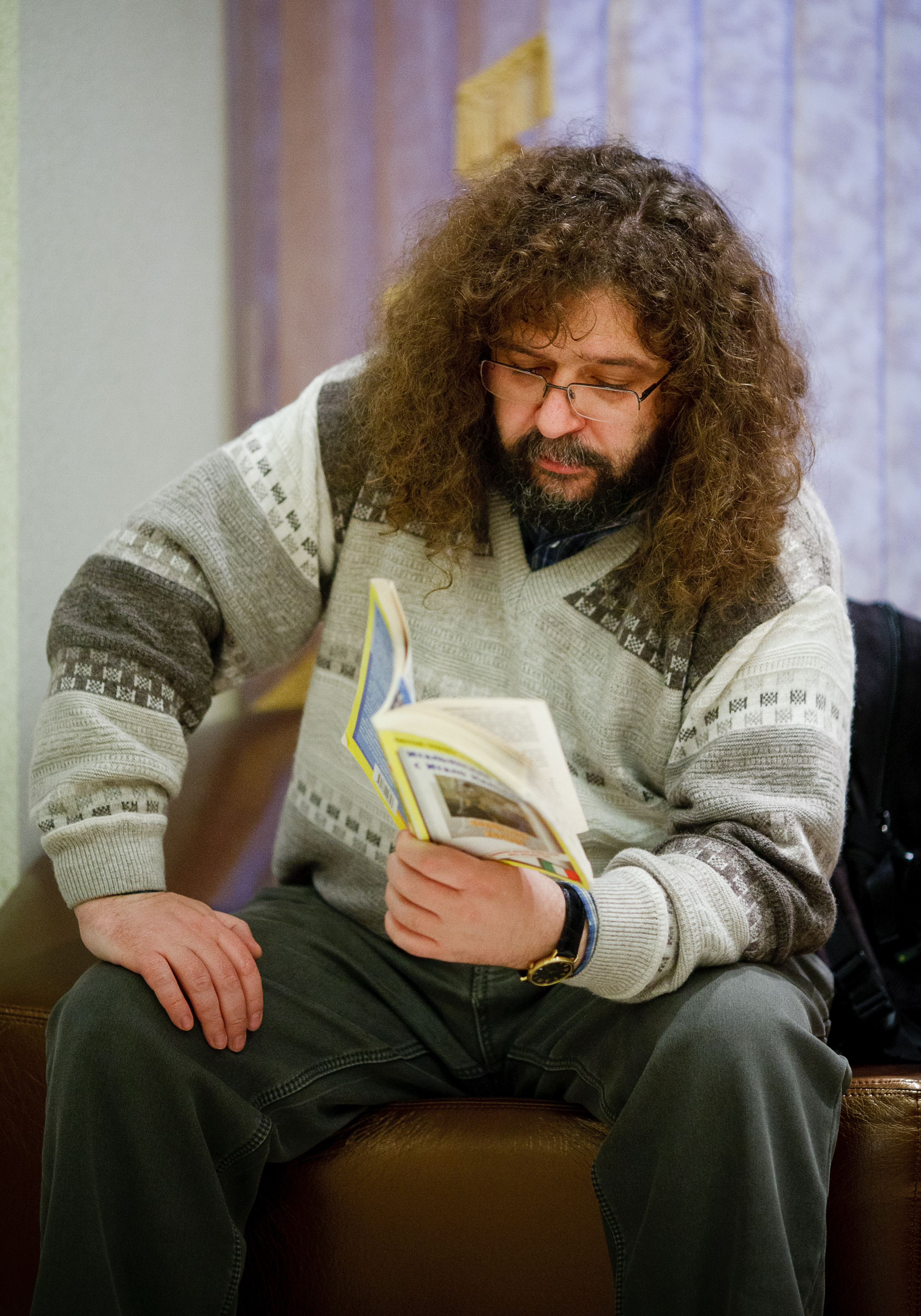
Igor Pilschtschikow im Jahr 2011

RVB.ru, die Russische Virtuelle Bibliothek (russisch Русская виртуальная библиотека (РВБ), Russkaja wirtualnaja biblioteka (RWB)), ist die am 1. Dezember 1999 gegründete digitale Online-Bibliothek zu Werken der Neueren russischen Literatur vom 18. bis zum 20. Jahrhundert im russischen Internet.

## Überblick
Die Russische Virtuelle Bibliothek (RVB), durchweg in Russischer Sprache geschrieben, ist eine kostenlose wissenschaftliche und pädagogische Internetquelle für Schüler, Studenten, Lehrer und Literaturwissenschaftler. Die redaktionell redigierten Texte russischer Klassiker sind zum Teil kommentiert. Etliche Originaltexte russischer Klassiker in der Russischen Wikisource – zum Beispiel von Lew Tolstoi – wurden aus der RVB übernommen. Zudem hält die Bibliothek ein Philologenportal und gibt Auskunft über die Etymologie männlicher Vornamen.
Der RVB-Direktor ist Jewgeni Gorny, der Wissenschaftliche Chefredakteur ist der 1967 in Nowosibirsk geborene Philologe Igor Pilschtschikow, der Technische Chefredakteur ist Wladimir Litwinow und der Chefprogrammierer ist Schogdi Nagib Surur. 

## Bibliotheksinhalte (Auswahl)
Der Leser findet in der RVB Werke folgender Autoren:

### 18. Jahrhundert
Ippolit Fjodorowitsch Bogdanowitsch, Gawriil Derschawin, Iwan Dmitrijew, Antioch Kantemir, Wassili Kapnist, Nikolai Karamsin, Jakow Knjaschnin, Iwan Krylow, Michail Lomonossow, Nikolai Alexandrowitsch Lwow, Wassili Iwanowitsch Maikow, Michail Nikititsch Murawjow, Nikolai Nowikow, Alexander Radischtschew, Alexander Sumarokow, Wassili Trediakowski, Denis Fonwisin, Iwan Iwanowitsch Chemnitzer und Michail  Cheraskow.

### 19. Jahrhundert
Konstantin Batjuschkow, Pjotr Wjasemski, Nikolai Iwanowitsch Gneditsch, Nikolai Gogol, Anton Delwig, Fjodor Dostojewski, Wassili Schukowski, Nikolai Leskow, Wassili Trofimowitsch Nareschny, Alexander Puschkin, Michail Saltykow-Schtschedrin, Lew Tolstoi und Iwan Turgenew.

### 20. Jahrhundert
Andrei Bely, Wjatscheslaw Iwanow, Juri Witaljewitsch Mamlejew, Alexei Remisow, Karen Swassjan und Welimir Chlebnikow.

### Inoffizielle Poesie
Die Abteilung versammelt in der Sowjetunion unerwünschte Verse, die etwa ab 1950 – von 261 Autoren verfasst – im Lande kursierten. Unter den Verfassern finden sich Jewgeni Jewtuschenko, Bulat Okudschawa, Juri Mamlejew, Viktoria Alexejewna Andrejewa und Tamara Simonowna Bukowskaja.

## Kritik
Vor jedem Lesen einer neu aufgerufenen Quelle muss ein den Text überdeckendes schmales über die Bildschirmbreite verlaufendes Fenster mit Werbung – manchmal mit lästiger Animation – im unteren Bildschirmbereich weggeklickt werden.